# Inetkaesz
Inetkaesz ókori egyiptomi hercegnő a III. dinasztia idején; Dzsószer fáraó és Hotephernebti királyné lánya, mindkettejük egyetlen ismert gyermeke.
Említik egy sor határkősztélén, melyet Dzsószer lépcsős piramisa körül találtak (ma ezeket különféle múzeumok őrzik), valamint ábrázolják egy Héliopoliszban talált, ma a torinói Museo Egizióban őrzött relieftöredéken, mely a trónon ülő fáraót ábrázolta. A király alakjának már csak a lába látszik, mellette Inetkaesz és Hotephernebti jóval kisebb alakja; előbbi neve előtt „a király leánya” cím, utóbbinál az „Aki látja Hóruszt” hagyományos I.-III. dinasztiabeli királynéi cím olvasható.